# Костюк, Сергей Анатольевич
Костю́к Серге́й Анато́льевич (укр. Сергій Анатолійович Костюк; 30 ноября 1978, Одесса) — украинский и казахстанский футболист, полузащитник

## Карьера
Карьеру начал во Второй лиге Украины в одесском клубе СКА, затем перешёл в «Черноморец». Вскоре перешёл в ФК «Ворскла» из Высшей лиги Украины. Зимой 2003 года Сергей заключил контракт с «Атырау», за который он играл до конца 2006 года.
После сезона 2006 года Костюк перешёл «Шахтёр» из Караганды. В 2008 году перешёл в усть-каменогорский «Восток». Но вскоре вернулся в «Шахтёр».
В 2010 году перешёл в «Жетысу». Отыграв там один сезон переехал в Костанай, где два сезона защищал цвета местного клуба — «Тобол». В 2013 года играет в Усть-Каменогорске в составе местного «Востока».